# Letonniemi (udde i Egentliga Finland)
Letonniemi är en udde i Finland.   Den ligger i den ekonomiska regionen  Åbo ekonomiska region  och landskapet Egentliga Finland, i den sydvästra delen av landet, 170 km väster om huvudstaden Helsingfors. Letonniemi ligger på ön Rimito.
Terrängen inåt land är mycket platt. Havet är nära Letonniemi västerut. Runt Letonniemi är det glesbefolkat, med 14 invånare per kvadratkilometer. Närmaste större samhälle är Nådendal, 11,4 km öster om Letonniemi. 